# 아일랜드의 선사시대

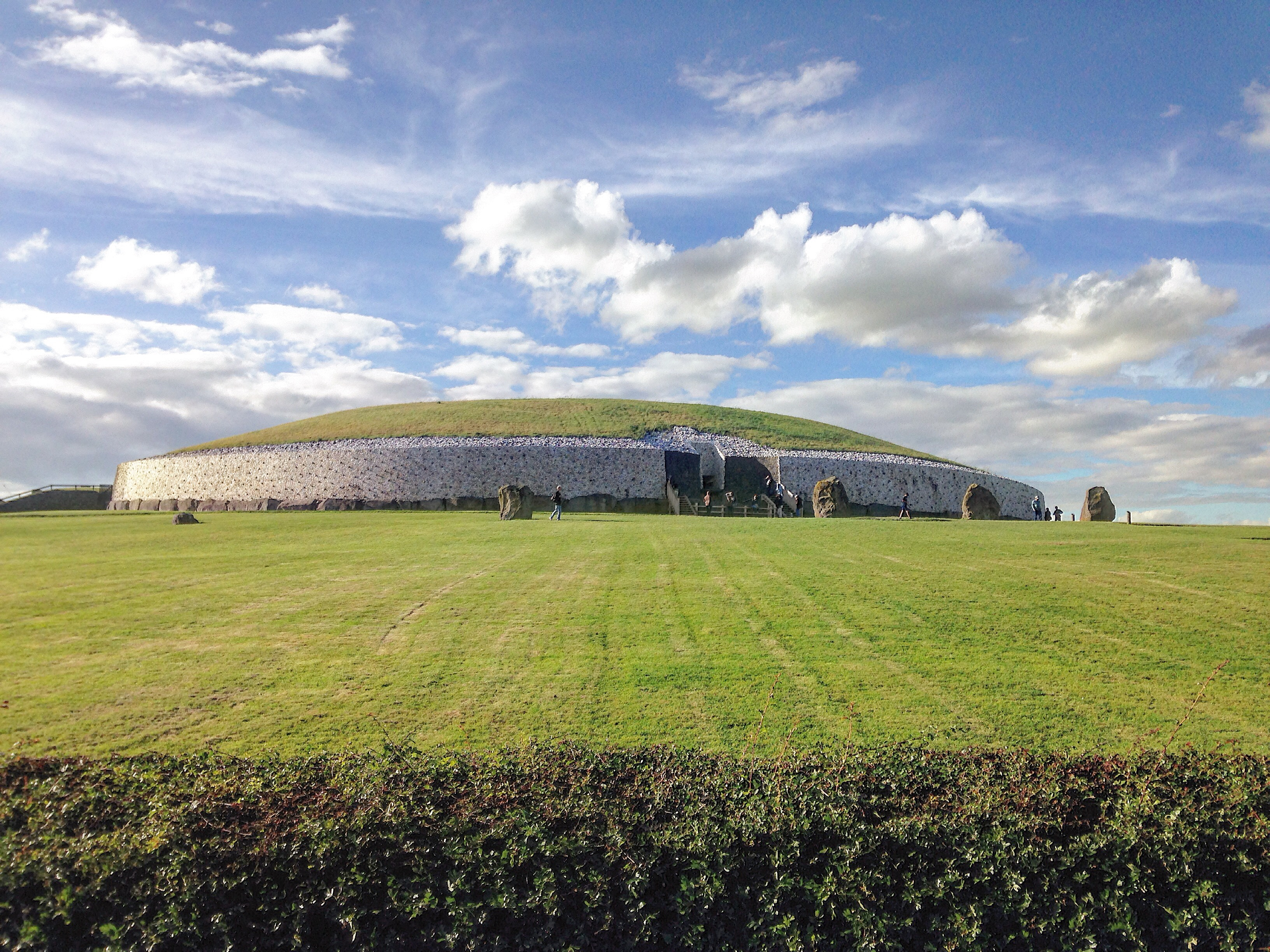
뉴그레인지, 아일랜드에서 가장 큰 신석기 시대 널길무덤, 기원전 3200년경. 보인 굴곡 고고 유적군 중 하나.

아일랜드의 선사 시대는 고고학적 발굴 성과를 통해 재구성되어 왔으며, 이러한 발굴은 최근 수십 년간 급격히 늘어났다. 이 시기는 아일랜드에 인간이 영구적으로 정착했다는 첫 증거가 나타난 기원전 10,500년경 (다만 기원전 31,000년경에 이미 사람이 있었다는 증거도 있다)부터 시작하여, 기원후 400년경 역사 기록이 시작될 때까지 이어진다. 이 선사 시대의 시작과 끝 시점은 유럽 대부분 지역과 근동 지역 전체보다 늦다. 아일랜드의 선사 시대는 구석기 시대, 중석기 시대, 신석기 시대, 청동기 시대, 그리고 철기 시대의 사회들을 포괄한다. 유럽 대부분 지역에서는 로마가 침략했을 때 역사 시대가 시작되지만, 아일랜드는 로마 제국의 침략을 받지 않았기 때문에 그보다 늦은 기독교 전파와 함께 역사 기록이 시작된다. 
아일랜드에서 가장 다양한 유물군을 남긴 두 시기는 신석기 시대와 청동기 시대이다. 신석기 시대는 거석 무덤으로 대표되며, 청동기 시대는 특히 금 장신구를 남겼는데, 이 시기 아일랜드는 금 채굴의 중심지였다.

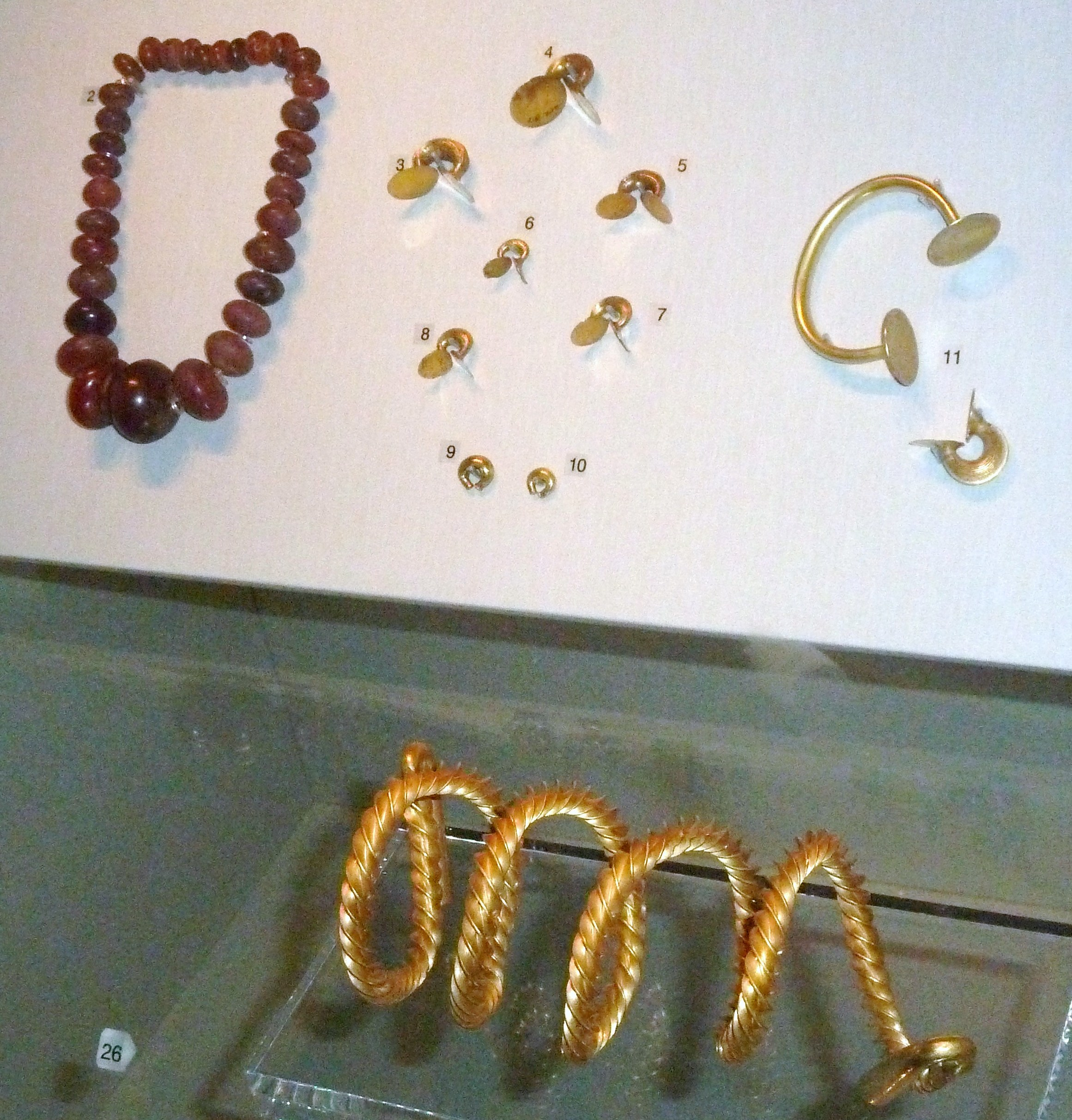
청동기 시대 금제 옷 장식 및 토크, 호박 목걸이 (얼스터 박물관 소장)

아일랜드에는 보그 지형이 많으며, 이곳에서 많은 고고학적 유물들이 발굴되었다. 이곳의 무산소 환경은 유기물질을 때때로 놀라울 정도로 잘 보존한다. 예를 들어, 여러 구의 보그 보디, 중석기 시대에 엮은 어구(漁具), 그리고 말총으로 섬세한 술 장식을 단 청동기 시대 직물 등이다. 